# Have a Nice Day (álbum de Roxette)
Have a Nice Day (en español: "Que tengas un buen día") es el título del sexto álbum grabado en estudio del dúo sueco Roxette, lanzado mundialmente el 22 de febrero de 1999. Fue el primer lanzamiento internacional de Roxette en 4 años y su primer álbum de estudio completamente nuevo desde Crash! Boom! Bang! (1994). La placa no fue lanzada en Estados Unidos por la falta de un contrato discográfico en ese territorio, pero al año siguiente "Stars" y "Wish I Could Fly" fueron incluidas en un relanzamiento especial de su primer grandes éxitos en ese país.
Cuatro sencillos fueron publicados para promocionar el lanzamiento. "Wish I Could Fly", con un video dirigido por Jonas Akerlund, llegó al N°11 en Reino Unido y fue la canción más tocada en las radios europeas ese año. "Stars" fue un hit dance y los otros sencillos -las baladas "Anyone" y "Salvation" tuvieron un impacto mucho menor. En los países hispanoparlantes además fueron incluidas como bonus track las versiones en castellano de las tres baladas ("Quisiera volar", "Alguien" y "Lo siento"), siendo además programadas en las radios locales. El álbum fue remasterizado y republicado con bonus tracks en 2009. 

## Lista de posicionamiento
El álbum fue un éxito en varios países europeos y de los países de América Latina, alcanzando el top tres en Alemania, Austria, Suiza, Bélgica y Suecia. Sin embargo, en el Reino Unido, se estancó en el #28 de los álbumes más vendidos, no pudiendo emular el éxito Top 5 de todos sus álbumes anteriores. En España se posicionó en el #2 de su entrada. Se vendieron aproximadamente 2.2 millones de copias de Have a Nice Day.

## Sencillos
"Wish I Could Fly", fue el primer sencillo y tuvo un éxito considerable, convirtiéndose en la canción más sonadaen Europa durante el año 1999. En el Reino Unido el sencillo alcanzó el puesto N° 11 (la más alta para Roxette allí desde 1993).
El segundo sencillo que se lanza de este álbum fue la balada "Anyone", que no tuvo el mismo impacto. El polémico video que se hizo de esta canción, dirigido por Jonas Akerlund, termina con una escena que incinúa el suicidio de Marie Fredriksson. MTV y otros canales se negaron a difundirlo debido a su contenido sensible.
El tercer sencillo que sale del álbum fue la pieza tecno-dance titulada "Stars", que obtuvo cierto éxito en Europa, especialmente en los países escandinavos, se trata de una canción producida en ritmo de up-tempo electrónica. 
El último sencillo del álbum fue "Salvation", que alcanzó el Top 20 en Finlandia; pero con relativamente poco éxito en otros lugares.

## Otros datos
La pista "It Will Take a Long Long Time" fue incluida en la comedia romántica Runaway Bride, protagonizada por Julia Roberts y Richard Gere, aunque no se incluyó en el álbum de la banda sonora.
Have a Nice Day es el primer álbum de Roxette donde aparece una canción compuesta exclusivamente por Marie Fredriksson: "Waiting for the Rain".
En los países árabes, los bebés desnudos que aparecen en la carátula del álbum, tuvieron que ser retirados por razones religiosas, por lo que se hizo una edición especial para éstos países.
El éxito de Have a Nice Day llevó a que Roxette ganara el premio "Highest Selling Scandinavian Act" en los World Music Awards 2000. Para la gala de entrega de éstos premios, Roxette interpretó el sencillo "Wish I Could Fly".

## Lista de canciones
Todas las canciones escritas y compuestas por Per Gessle, excepto donde se indica. Las letras de los temas en español ("Have a Nice Day" edición: portada azul) de Luís Gómez Escobar. 
| "Have a Nice Day" (CD-álbum - edición original) |                                                      |                   |                                |          |  |
| N.º                                             | Título                                               | Letras            | Música                         | Duración |  |
| 1.                                              | «Crush on You»                                       |                   |                                | 3:35     |  |
| 2.                                              | «Wish I Could Fly»                                   |                   |                                | 4:40     |  |
| 3.                                              | «You Can't Put Your Arms Around What's Already Gone» |                   |                                | 3:30     |  |
| 4.                                              | «Waiting for the Rain»                               | Marie Fredriksson | Marie Fredriksson              | 3:37     |  |
| 5.                                              | «Anyone»                                             |                   |                                | 4:31     |  |
| 6.                                              | «It Will Take a Long Long Time» (versión álbum)      |                   |                                | 4:03     |  |
| 7.                                              | «7Twenty7»                                           |                   |                                | 3:53     |  |
| 8.                                              | «I Was so Luky»                                      |                   |                                | 3:17     |  |
| 9.                                              | «Stars» (versión álbum)                              |                   |                                | 3:56     |  |
| 10.                                             | «Salvation»                                          |                   |                                | 4:38     |  |
| 11.                                             | «Pay the Price»                                      |                   |                                | 3:48     |  |
| 12.                                             | «Cooper»                                             |                   |                                | 4:17     |  |
| 13.                                             | «Staring at the Ground»                              |                   |                                | 2:58     |  |
| 14.                                             | «Beautiful Things»                                   |                   | Marie Fredriksson y Per Gessle | 3:48     |  |
| 55:39                                           |                                                      |                   |                                |          |  |

| "Have a Nice Day" (edición en español: Portada azul) - incluye 3 temas en español como bonus track, para España, Latinoamérica y México. |                                                             |          |  |
| N.º | Título                                                      | Duración |  |
| 15. | «Quisiera volar» (versión en español de "Wish I Could Fly") | 4:45     |  |
| 16. | «Alguien» (versión en español de "Anyone")                  | 2:59     |  |
| 17. | «Lo siento» (versión en español de "Salvation")             | 3:49     |  |
| 1:09:56 |                                                             |          |  |

| "Have a Nice Day" (reedición de 2009 - incluye 3 bonus tracks.) |                      |          |  |
| N.º                                                             | Título               | Duración |  |
| 15.                                                             | «It Hurts»           | 3:53     |  |
| 16.                                                             | «Myth» (demo)        | 4:26     |  |
| 17.                                                             | «Makin' Love to You» | 3:50     |  |
| 1:07:49                                                         |                      |          |  |

| "Have a Nice Day" (edición remazterizada de 2009 - incluye bonus tracks sólo para iTunes). | |          |  |
| N.º                                                                                        | Título | Duración |  |
| 15.                                                                                        | «Little Miss Sorrow»                                                                                       | 3:57     |  |
| 16.                                                                                        | «Happy Together» (descarte de "Have a Nice Day")                                                           | 3:56     |  |
| 17.                                                                                        | «Anyone/I Love How You Love Me» (demo)                                                                     | 4:12     |  |
| 18.                                                                                        | «New World» (demo)                                                                                         | 4:38     |  |
| 19.                                                                                        | «Better Off on Her Own» (demo)                                                                             | 2:51     |  |
| 20.                                                                                        | «Staring at the Ground» (demo)                                                                             | 3:50     |  |
| 21.                                                                                        | «7Twenty7» (demo)                                                                                          | 3:27     |  |
| 22.                                                                                        | «It Will Take a Long Long Time» (modern rock version / Track #2 del CD-single: "Real Sugar" (4 canciones)) | 4:06     |  |

## Los sencillos
- "Wish I Could Fly"
  1. "Wish I Could Fly"
  2. "Happy Together"
  3. "Wish I Could Fly" (demo, November 1997)

- "Anyone"
  1. "Anyone"
  2. "Anyone" (T&A demo, 29 de julio de 1998)
  3. "Cooper (Closer to God)"
  4. "You Don't Understand Me" (Abbey Road version, 15 de noviembre de 1995)
  5. "Wish I Could Fly" (enhanced video)

- "Stars"
  1. "Stars" (Almighty single version)
  2. "Better Off on Her Own"
  3. "I Was So Lucky" (T&A demo)
  4. "7Twenty7" (T&A demo)
  5. "Stars"
  6. "Anyone" (enhanced video)

- "Salvation"
  1. "Salvation" (single version)
  2. "See Me"[2]
  3. "Crazy About You" (Crash! Boom! Bang! version)
  4. "Stars" (enhanced video)

## Producción
- Clarence Ofwerman: Producción, mezcla.
- Per Gessle: Producción, mezcla.
- Marie Fredriksson: Producción, mezcla.
- Michael Ilbert: Producción, mezcla.
- George Marino: Masterización.

## Personal
- Marie Fredriksson: Piano, teclados, voz líder y backing vocals.
- Clarence Ofwerman: Bajo, sintetizadores, teclados, piano, programación.
- Jonas Isaacson: guitarras eléctrica y acústica.
- Christoffer Lundquist: Bajo y backing vocals
- Christer Jansson: Batería y percusión.
- Hasse Dyvik: Trompeta.
- Anders Evaldsson: Trombón.

## Posicionamiento
| Title              | Peak chart positions (1999) | Peak chart positions (1999) | Peak chart positions (1999) | Peak chart positions (1999) | Peak chart positions (1999) | Peak chart positions (1999) | Peak chart positions (1999) | Peak chart positions (1999) | Peak chart positions (1999) |  |
| Title              | SWE                         | UK                          | FIN                         | GER                         | AUT                         | ITA                         | SWI                         | NLD                         | NOR                         |  |
| ------------------ | --------------------------- | --------------------------- | --------------------------- | --------------------------- | --------------------------- | --------------------------- | --------------------------- | --------------------------- | --------------------------- |  |
| Have a Nice Day    | 1                           | 28                          | 8                           | 2                           | 3                           | 14                          | 2                           | 12                          | 6                           |  |
|                    |                             |                             |                             |                             |                             |                             |                             |                             |                             |  |
| "Wish I Could Fly" | 4                           | 11                          | 9                           | 26                          | 11                          | 4                           | 12                          | 35                          | 13                          |  |
| "Anyone"           | 35                          | -                           | -                           | 62                          | -                           | -                           | 30                          | 73                          | -                           |  |
| "Stars"            | 13                          | 56                          | 9                           | 23                          | -                           | -                           | 30                          | 74                          | 11                          |  |
| "Salvation"        | 46                          | -                           | 18                          | 80                          | -                           | -                           | -                           | -                           | -                           |  |
|                    |                             |                             |                             |                             |                             |                             |                             |                             |                             |  |